# K-mix Double Eyes
『K-mix Double Eyes』（ケイミックス・ダブル アイズ）は、静岡エフエム放送（K-mix）で放送されていたラジオ番組である。

## 概要
2019年4月の改編により、『K-mix おひるま協同組合』に代わる生ワイド番組として放送開始。

## パーソナリティ
- ユーコ・タケダ（月・火）
- 新井翔（水・木）

## タイムテーブル・コーナー
- 12:20頃 うご★ラジ（火 - 木曜） - 小杉涼花（火・木）、天玲美音（水）